# Cedronella canariensis
Cedronella canariensis är en kransblommig växtart som först beskrevs av Carl von Linné, och fick sitt nu gällande namn av Carl Ludwig von Willdenow, Philip Barker Webb och Sabin Berthelot. Cedronella canariensis ingår i släktet Cedronella och familjen kransblommiga växter. Inga underarter finns listade i Catalogue of Life.

## Bildgalleri

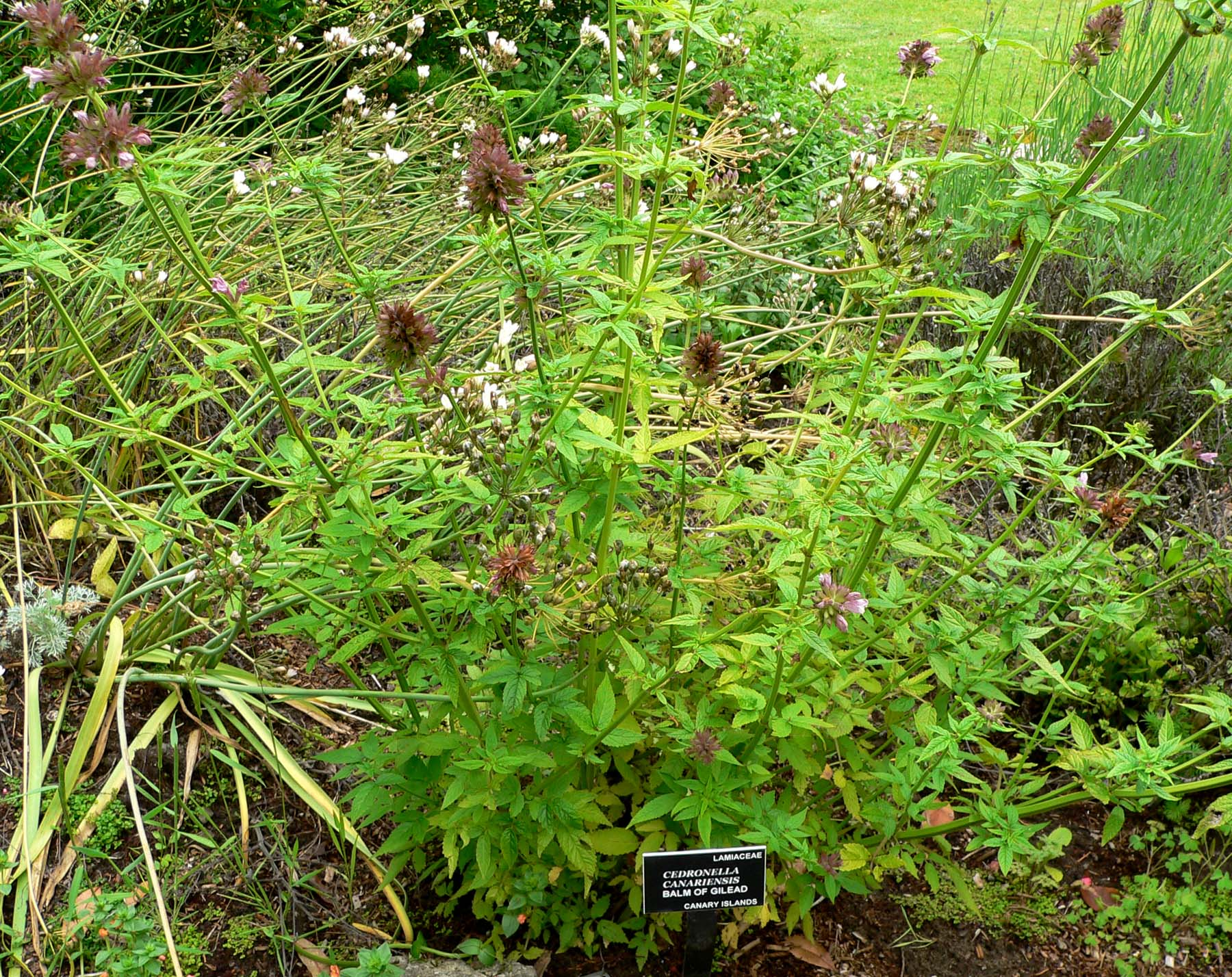